# Francis Lodonu
Francis Anani Kofi Lodonu (ur. 19 listopada 1937 w Hohoe) – ghański duchowny rzymskokatolicki, w latach 1994-2015 biskup Ho.

## Życiorys
Święcenia kapłańskie przyjął 18 maja 1964. 17 maja 1973 został prekonizowany biskupem pomocniczym Keta ze stolicą tytularną Mascula. Sakrę biskupią otrzymał 29 czerwca 1973. 10 kwietnia 1976 został mianowany biskupem Keta-Ho, a 19 grudnia 1994, po podziale diecezji, został mianowany biskupem Ho. 14 lipca 2015 przeszedł na emeryturę.